# 若夫泰 (敖德薩州)
46°51′7″N 30°28′24″E / 46.85194°N 30.47333°E
若夫泰（羅馬化：Zhovte）是位於烏克蘭西南部敖德萨州贝雷济夫卡区伊萬尼夫卡市鎮的村莊。該村始建於1964年，面積0.26平方公里，海拔高度8米，2001年人口61，人口密度每平方公里235.52人。